# Roger Rondeaux
Roger Rondeaux (Mareuil-le-Port, 15 april 1920 - La Rochelle, 24 januari 1999) was een Franse beroepsrenner, vooral actief in het veldrijden in de periode 1947-1958.

## Palmares
- 2x Internationaal Veldritcriterium: 1948 en 1949.
- 3x Wereldkampioen veldrijden bij de elite: 1951, 1952 en 1953.
- 7x Frans kampioen veldrijden bij de elite: 1947, 1948, 1949, 1951, 1952, 1953 en 1954.
- 18 overwinningen.

## Resultaten in voornaamste wedstrijden
| Jaar | Parijs-Roubaix |
| ---- | -------------- |
| 1949 | 94e            |